# Sajóivánka
Sajóivánka là một thị trấn thuộc hạt Borsod-Abaúj-Zemplén, Hungary. Thị trấn này có diện tích 10,23 km², dân số năm 2010 là 599 người, mật độ 59 người/km².